# Pucallpa
Pucallpa (Quechua: puka hallpa, "rode aarde") is een stad in de provincie Coronel Portillo, en de regio Ucayali van Peru. Het is strategisch gelegen aan de rivier de Ucayali en fungeert als belangrijkste doorvoerhaven naar het stroomafwaarts gelegen Amazonebekken en de stad Iquitos in de regio Loreto.

## Bestuurlijke indeling
Deze stad (ciudad) bestaat uit twee districten:
- Callería (hoofdplaats van de provincie)
- Yarinacocha

Arequipa · Ayacucho · Cajamarca · Chiclayo · Chimbote · Chincha Alta · Cuzco · Huancayo · Huánuco · Huaraz · Ica · Iquitos · Juliaca · Lima · Pisco · Piura · Pucallpa · Puno · Sullana · Tacna · Tarapoto · Trujillo · Tumbes